# Sunrise/Sunset ~Love is All~
Singles de Ayumi Hamasaki
Rule/Sparkle
(2009) You Were.../Ballad
(2009)
Sunrise / Sunset ~Love is All~ (écrit : Sunrise / Sunset ~LOVE is ALL~) est le 46e single original de Ayumi Hamasaki sorti sous le label Avex Trax, excluant ré-éditions, remixes, singles digitaux, et son tout premier single sorti sous un autre label.

## Présentation
Le single sort le 12 août 2009 au Japon sous le label Avex Trax, produit par Max Matsuura. Il sort cinq mois après le précédent single de la chanteuse, Rule/Sparkle. Il atteint la 1re place du classement de l'Oricon, ce qui fait de Hamasaki la première artiste de son histoire à y classer 44 singles dans le top 10, et la première en solo à y avoir aligné 21 singles consécutifs à la première place. Le single se vend à 75 352 exemplaires la première semaine, et reste classé pendant onze semaines, pour un total de 110 169 exemplaires vendus durant cette période. Il sort aussi en version "CD+DVD" avec une pochette différente et un DVD supplémentaire contenant les clips vidéo des deux chansons inédites du disque et le "making of" de l'un d'eux.
C'est un single "double face A" contenant deux chansons inédites et leurs versions instrumentales ; il contient un titre supplémentaire, un medley de cinq chansons sorties précédemment en singles : Fairyland, Glitter, Blue Bird, Greatful Days (du single &), et July 1st (du single H). 
Les deux chansons-titres, Sunrise ~Love is All~ et Sunset ~Love is All~, possèdent des paroles identiques mais sur des musiques différentes, enjouée pour la première et mélancolique pour la seconde. Elles ont servi de thèmes musicaux : Sunrise... pour le drama Dandy Daddy?, et Sunset... pour une campagne publicitaire pour un produit de la marque Panasonic. Elles figureront sur l'album Rock 'n' Roll Circus qui sortira neuf mois plus tard. Le titre Sunrise... sera aussi remixé sur l'album Ayu-mi-x 7 presents ayu-ro mix 4 de 2011.

## Liste des titres
Toutes les paroles sont écrites par Ayumi Hamasaki, toute la musique est composée par Hana Nishimura.
| 1. | Sunrise ~Love is All~ (Original Mix) (Sunrise ~LOVE is ALL~...)                | 5:00 |
| 2. | Sunset ~Love is All~ (Original Mix) (Sunset ~LOVE is ALL~...)                  | 5:59 |
| 3. | "Fairyland - Glitter - Blue Bird - Greatful Days - July 1st" Mega Mash-Up Mix  | 7:56 |
| 4. | Sunrise ~Love is All~ (Original Mix - Instrumental) (Sunrise ~LOVE is ALL~...) | 5:00 |
| 5. | Sunset ~Love is All~ (Original Mix - Instrumental) (Sunset ~LOVE is ALL~...)   | 5:55 |

| 1. | Sunrise ~Love is All~ (vidéo clip) |  |
| 2. | Sunset ~Love is All~ (vidéo clip)  |  |
| 3. | Sunrise ~Love is All~ (making of)  |  |

## Interprétations à la télévision
Sunrise ~Love is All~
- CDTV (8 août 2009)
- Music Japan  (9 août 2009)
- Music Station (14 août 2009)
- Music Fighter (14 août 2009)
- Music Fair (+ Boys & Girls) (15 août 2009)
- Hey! Hey! Hey! Music Champ (17 août 2009)